# Czesław Kur
Czesław Kur (15 de noviembre de 1943-28 de noviembre de 2024) fue un deportista polaco que compitió en judo. Ganó dos medallas de bronce en el Campeonato Europeo de Judo, en los años 1968 y 1969.

## Palmarés internacional
| Campeonato Europeo | Campeonato Europeo | Campeonato Europeo | Campeonato Europeo |
| Año                | Lugar              | Medalla            | Categoría          |
| ------------------ | ------------------ | ------------------ | ------------------ |
| 1968               | Lausana (Suiza)    | Medalla de bronce  | –70 kg             |
| 1969               | Ostende (Bélgica)  | Medalla de bronce  | –70 kg             |